# Municipio de Hughes (Misuri)
El municipio de Hughes (en inglés, Hughes Township) es un municipio del condado de Nodaway, Misuri, Estados Unidos. Tiene una población estimada, a mediados de 2022, de 407 habitantes.

## Geografía
Está ubicado en las coordenadas 40°11′42″N 94°59′58″O / 40.19500, -94.99944. Según la Oficina del Censo, tiene una superficie total de 166.47 km², de los cuales 166.32 km² corresponden a tierra firme y 0.15 km² están cubiertos de agua.

## Demografía
Según el censo de 2020, en ese momento había 411 personas residiendo en la zona. La densidad de población era de 2.47 hab./km². El 96.35 % de los habitantes eran blancos, el 0.49 % eran afroamericanos, el 0.24 % era de otra raza y el 2.92% eran de una mezcla de razas. Del total de la población, el 0.73 % eran hispanos o latinos de cualquier raza.